# Sima (Jajarkot)
Sima (nep. सिमा) – gaun wikas samiti w zachodniej części Nepalu w strefie Bheri w dystrykcie Jajarkot. Według nepalskiego spisu powszechnego z 2001 roku liczył on 763 gospodarstw domowych i 4464 mieszkańców (2333 kobiet i 2131 mężczyzn).